# Callynomes fujiokai
Callynomes fujiokai är en skalbaggsart som beskrevs av Sakai 1997. Callynomes fujiokai ingår i släktet Callynomes och familjen Cetoniidae. Inga underarter finns listade.